# Common-Rail Direct Injection
Common-Rail Direct Injection (CDI) – silnik firmy Daimler-Benz.
Osobliwością nowych silników CDI jest tak zwany wtrysk pilotowy. Następuje on na ułamek sekundy przed właściwym wtryskiem głównym, a jego zadaniem jest wstępne nagrzanie przestrzeni spalania. Dzięki temu następuje szybszy zapłon paliwa, co pociąga za sobą powolniejszy wzrost ciśnienia i temperatury. Wpływa to korzystnie na poziom hałasu przy spalaniu. Dzięki wtryskowi pilotowemu poziom hałasu nowych silników CDI kształtuje się znacznie poniżej wartości dla porównywalnych silników dieslowskich z bezpośrednim wtryskiem, a nawet poniżej wartości dla dzisiejszych silników z komorą wstępna.